# جدجد كبير
جدجد كبير (الاسم العلمي:Gryllus maximus) هو نوع من الحشرات يتبع جنس الجدجد من فصيلة الجداجد الحقيقية.